# Choroby genetyczne w populacji Żydów aszkenazyjskich
Populację Żydów aszkenazyjskich charakteryzuje częstsze niż w innych grupach etnicznych występowanie pewnych chorób uwarunkowanych genetycznie. Część tych chorób jest dziedziczona autosomalnie recesywnie i ich występowanie w tej grupie etnicznej tłumaczone jest kulturową regułą endogamii. Pozornie większa liczba chorób w populacji Aszkenazyjczyków wydaje się wynikać z dokładniejszego przebadania tej grupy etnicznej przez genetyków, w porównaniu z innymi równie homogennymi populacjami. 
Choroby częstsze w populacji Żydów Aszkenazyjskich:
- zespół Blooma,
- dziedziczny rak piersi i jajnika,
- choroba Canavan,
- HNPCC,
- wrodzony przerost nadnerczy,
- choroba Crohna,
- mukowiscydoza[1],
- rodzinna dysautonomia (zespół Rileya-Daya),
- niedokrwistość Fanconiego,
- choroba Gauchera,
- hemofilia C,
- choroba Niemanna-Picka,
- choroba Taya-Sachsa,
- choroba von Gierkego,
- mięsak Kaposiego[2][3].